# Великий курган
Великий курган — геологічна пам'ятка природи місцевого значення. Об'єкт розташований на території Черкаського району Черкаської області, село Моринці.
Площа — 0,15 га, статус отриманий у 2000 році.
Охороняється курган висотою 4 метри з цілинною рослинністю.